# Panforte

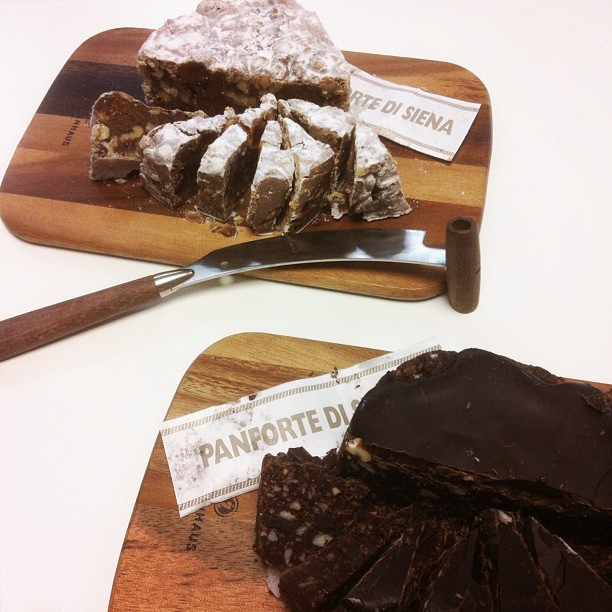
Panforte

Panforte is een traditioneel Italiaans nagerecht dat vruchten en noten bevat. Het is van oorsprong een gerecht dat met Kerstmis wordt gegeten, maar het is nu gedurende het hele jaar verkrijgbaar. 

## Oorsprong en naam
Het gerecht vindt zijn oorsprong in het Toscane van de 13e eeuw. Siena wordt gezien als de Panfortehoofdstad. Panforte betekent letterlijk "sterk brood", een verwijzing naar het kruidige aroma. De originele naam van panforte was "panpepato" (gepeperd brood), dit wegens de sterke kruiden die in de panforte worden gebruikt.

## Bereiding
Panforte is vrij eenvoudig te maken. Suiker wordt opgelost in honing, dat op zijn beurt wordt gemengd met bloem, diverse noten, de (gekonfijte) vruchten en kruiden. Het volledige mengsel wordt in een ondiepe pan gebakken. Na het bakken wordt de panforte bestrooid met poedersuiker. Commercieel geproduceerde panforte heeft vaak een rand van rijstpapier.

## Consumptie
Gewoonlijk wordt een kleine snee panforte met de koffie of een dessertwijn (vin santo) na een maaltijd geserveerd, alhoewel sommigen panforte en koffie bij hun ontbijt nemen.